# Щасливе літо сеньйори Форбес
«Щасливе літо сеньйори Форбес» (ісп. El verano feliz de la señora Forbes) — оповідання колумбійського письменника Габриєля Гарсії Маркеса, написане 1976 року, вперше опубліковане 1981 року і пізніше включене до збірки «Дванадцять дорожніх оповідань» (1992).

## Дійові особи
- Оповідач — 9-річний хлопець.
- Брат оповідача — 7-річний хлопець.
- Сеньйора Форбес — німкеня-гувернантка, яку батьки найняли для нагляду і виховання дітей. Сувора, з «воєнною виправкою». Встановлювала для дітей правила і життєві позиції, яких сама не дотримувалася.
- Оресте — місцевий юнак, віком приблизно двадцяти років, навчав підводному плаванню оповідача і його брата, також займався підводним полюванням.
- Фульвія Фламінея — кухарка, місцева жителька.

## Сюжет
Заможна родина відпочиває на острові Пантеллерія, розташованому на південь від Сицилії. Перший місяць діти, оповідач і його молодший брат відпочивали разом із батьками і були в основному надані самі собі, витрачаючи вільний час на підводне плавання з інструктором Оресте і спілкування з кухаркою Фульвією Фламінея, яка забирала їх під час перегляду батьками «дорослих фільмів» і «навчала прислухатися до далеких звуків і відрізняти пісні від жалібних завивань туніських вітрів». Все змінюється, коли батьки відпливають у шеститижневий круїз островами Егейського моря. Для нагляду за дітьми вони наймають сеньйору Форбес, німкеню з Дортмунда, яка по приїзді докорінно змінює все життя хлопчиків. Тепер у них все йде за розкладом, за виконанням якого вона ретельно стежить, призначаючи бонусні бали або знімаючи їх. За бонусні бали дозволяється куштувати солодощі.
Ключовим епізодом стає вечеря, на якій подавали м'ясо мурени, яку відмовилися їсти спершу брат, а потім і оповідач. Причиною відмови послужив переляк (перед тим хлопчики бачили прибиту цвяхом до вхідних дверей цю велику морську змію), і коли їх змушували їсти цю змію, брата знудило. Несправедливість, недотримання власних правил і зайва строгість сеньйори Форбес призводять до спроби дітьми отруїти її. У фіналі з'ясовується, що гувернантка справді стала жертвою вбивства, але її підопічні не мали до того жодного стосунку.

## Екранізація
- 1988 — «Літо міс Форбс» — мексиканський драматичний фільм режисера Хайме Умберто Ермосільйо. Сценарій був написаний Хайме Умберто Ермосільйо і Габриєлем Гарсією Маркесом. Ролі виконують Ганна Шигулла, Франсіско Гатторно, Алексіс Кастаньярес, Віктор Сесар Вильялобос, Гвадалупе Сандоваль та Фернандо Бальсаретті. Дію стрічки перенесено до Мексики, на півострів Юкатан, Оресте перейменовано на Акілеса, а малолітній оповідач і його брат отримали імена Маурісіо і Сандро. Прем'єра відбулася 15 серпня 1989 року[1].